# Rumah
Rumah – miasto w Arabii Saudyjskiej, w prowincji Rijad. W 2010 roku liczyło 20 276 mieszkańców.